# Rajakoski

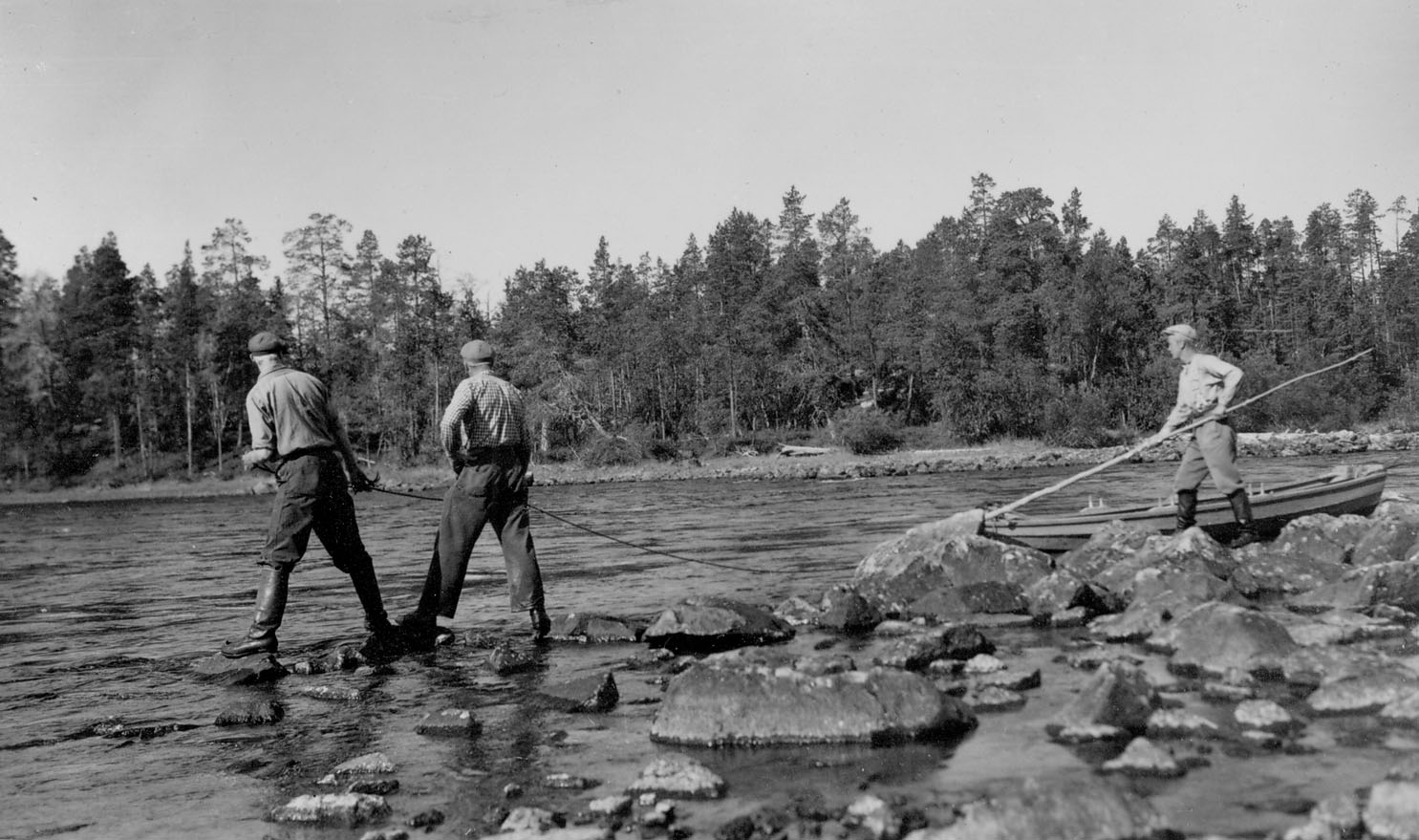
Båtdragning i Pasvikälven vid – eller på väg till – Grensefoss, 1939

Rajakoski (ryska: Раякоски, norska: Grensefoss) är en småort i Petjenga distrikt i Murmansk oblast i Ryssland.
Rajakoski ligger vid Pasvikälven i Petsamo, nära Jäniskoski-Niskakoskiområdet, som Sovjetunionen köpte från Finland 1947. Vattenfallet med samma namn har exploaterats genom det 1956 invigda Rajakoski kraftverk, och en mindre samling byggnader har uppförts vid detta.
Naturreservatet Pasvik Zapovednik har sitt besökscentrum i Rajakoski.